# Coelogyne pempahisheyana
Coelogyne pempahisheyana är en orkidéart som beskrevs av Harsh Jeet Chowdhery.
Coelogyne pempahisheyana ingår i släktet Coelogyne och familjen orkidéer. Artens utbredningsområde är Darjiling. Inga underarter finns listade i Catalogue of Life.